# Clistoabdominalis subruralis
Clistoabdominalis subruralis är en tvåvingeart som först beskrevs av Kozanek och Kae Kyoung Kwon 1991.  Clistoabdominalis subruralis ingår i släktet Clistoabdominalis och familjen ögonflugor. Inga underarter finns listade i Catalogue of Life.